# Hadida
Hadida (arab. حديدة) – miasto w Syrii, w muhafazie Hims. W 2004 roku liczyło 2544 mieszkańców.